# Giveon/Diskografie
Diese Diskografie ist eine Übersicht über die musikalischen Werke des US-amerikanischen Sängers Giveon. Den Quellenangaben und Schallplattenauszeichnungen zufolge hat er bisher mehr als 31,8 Millionen Tonträger verkauft, davon alleine in seiner Heimat über 23 Millionen. Seine erfolgreichste Veröffentlichung ist die Single Peaches mit über 8,8 Millionen verkauften Einheiten.

## Alben

### Studioalben
| Jahr | Titel Musiklabel                | Höchstplatzierung, Gesamtwochen, AuszeichnungChartplatzierungen (Jahr, Titel, Musiklabel, Platzierungen, Wochen, Auszeichnungen, Anmerkungen) | Höchstplatzierung, Gesamtwochen, AuszeichnungChartplatzierungen (Jahr, Titel, Musiklabel, Platzierungen, Wochen, Auszeichnungen, Anmerkungen) | Höchstplatzierung, Gesamtwochen, AuszeichnungChartplatzierungen (Jahr, Titel, Musiklabel, Platzierungen, Wochen, Auszeichnungen, Anmerkungen) | Höchstplatzierung, Gesamtwochen, AuszeichnungChartplatzierungen (Jahr, Titel, Musiklabel, Platzierungen, Wochen, Auszeichnungen, Anmerkungen) | Höchstplatzierung, Gesamtwochen, AuszeichnungChartplatzierungen (Jahr, Titel, Musiklabel, Platzierungen, Wochen, Auszeichnungen, Anmerkungen) | Anmerkungen                                           |
| Jahr | Titel Musiklabel                | DE | AT | CH | UK | US | Anmerkungen                                           |
| ---- | ------------------------------- | --- | --- | --- | --- | --- | ----------------------------------------------------- |
| 2022 | Give or Take Not So Fast (Epic) | — | — | CH31 (1 Wo.)CH | UK37 (1 Wo.)UK | US11 (… Wo.)US | Erstveröffentlichung: 24. Juni 2022 Verkäufe: + 7.500 |
| 2025 | Beloved Not So Fast (Epic)      | DE83 (1 Wo.)DE | AT51 (1 Wo.)AT | CH16 (2 Wo.)CH | UK38 (1 Wo.)UK | US8 (… Wo.)US | Erstveröffentlichung: 11. Juli 2025                   |

### Kompilationen
| Jahr | Titel Musiklabel                                          | Höchstplatzierung, Gesamtwochen, AuszeichnungChartplatzierungen (Jahr, Titel, Musiklabel, Platzierungen, Wochen, Auszeichnungen, Anmerkungen) | Höchstplatzierung, Gesamtwochen, AuszeichnungChartplatzierungen (Jahr, Titel, Musiklabel, Platzierungen, Wochen, Auszeichnungen, Anmerkungen) | Höchstplatzierung, Gesamtwochen, AuszeichnungChartplatzierungen (Jahr, Titel, Musiklabel, Platzierungen, Wochen, Auszeichnungen, Anmerkungen) | Höchstplatzierung, Gesamtwochen, AuszeichnungChartplatzierungen (Jahr, Titel, Musiklabel, Platzierungen, Wochen, Auszeichnungen, Anmerkungen) | Höchstplatzierung, Gesamtwochen, AuszeichnungChartplatzierungen (Jahr, Titel, Musiklabel, Platzierungen, Wochen, Auszeichnungen, Anmerkungen) | Anmerkungen                                               |
| Jahr | Titel Musiklabel                                          | DE | AT | CH | UK | US | Anmerkungen                                               |
| ---- | --------------------------------------------------------- | --- | --- | --- | --- | --- | --------------------------------------------------------- |
| 2021 | When It’s All Said and Done… Take Time Not So Fast (Epic) | — | — | — | UK87 Silber · (1 Wo.)UK | US5 Platin · (80 Wo.)US | Erstveröffentlichung: 12. März 2021 Verkäufe: + 1.155.000 |

### EPs
| Jahr | Titel Musiklabel                               | Höchstplatzierung, Gesamtwochen, AuszeichnungChartplatzierungen (Jahr, Titel, Musiklabel, Platzierungen, Wochen, Auszeichnungen, Anmerkungen) | Höchstplatzierung, Gesamtwochen, AuszeichnungChartplatzierungen (Jahr, Titel, Musiklabel, Platzierungen, Wochen, Auszeichnungen, Anmerkungen) | Höchstplatzierung, Gesamtwochen, AuszeichnungChartplatzierungen (Jahr, Titel, Musiklabel, Platzierungen, Wochen, Auszeichnungen, Anmerkungen) | Höchstplatzierung, Gesamtwochen, AuszeichnungChartplatzierungen (Jahr, Titel, Musiklabel, Platzierungen, Wochen, Auszeichnungen, Anmerkungen) | Höchstplatzierung, Gesamtwochen, AuszeichnungChartplatzierungen (Jahr, Titel, Musiklabel, Platzierungen, Wochen, Auszeichnungen, Anmerkungen) | Anmerkungen                                            |
| Jahr | Titel Musiklabel                               | DE | AT | CH | UK | US | Anmerkungen                                            |
| ---- | ---------------------------------------------- | --- | --- | --- | --- | --- | ------------------------------------------------------ |
| 2020 | Take Time Not So Fast (Epic)                   | — | — | — | — | US35 (… Wo.)US | Erstveröffentlichung: 27. März 2020 Verkäufe: + 10.000 |
| 2020 | When It’s All Said and Done Not So Fast (Epic) | — | — | — | — | US93 (… Wo.)US | Erstveröffentlichung: 2. Oktober 2020                  |

## Singles

### Als Leadmusiker
| Jahr | Titel                                    | Höchstplatzierung, Gesamtwochen, AuszeichnungChartplatzierungen (Jahr, Titel, Platzierungen, Wochen, Auszeichnungen, Anmerkungen) | Höchstplatzierung, Gesamtwochen, AuszeichnungChartplatzierungen (Jahr, Titel, Platzierungen, Wochen, Auszeichnungen, Anmerkungen) | Höchstplatzierung, Gesamtwochen, AuszeichnungChartplatzierungen (Jahr, Titel, Platzierungen, Wochen, Auszeichnungen, Anmerkungen) | Höchstplatzierung, Gesamtwochen, AuszeichnungChartplatzierungen (Jahr, Titel, Platzierungen, Wochen, Auszeichnungen, Anmerkungen) | Höchstplatzierung, Gesamtwochen, AuszeichnungChartplatzierungen (Jahr, Titel, Platzierungen, Wochen, Auszeichnungen, Anmerkungen) | Anmerkungen                                                    |
| Jahr | Titel                                    | DE | AT | CH | UK | US | Anmerkungen                                                    |
| ---- | ---------------------------------------- | --- | --- | --- | --- | --- | -------------------------------------------------------------- |
| 2018 | Garden Kisses –                          | — | — | — | — | — | Erstveröffentlichung: 8. August 2018                           |
| 2018 | Fields –                                 | — | — | — | — | — | Erstveröffentlichung: 17. Oktober 2018                         |
| 2019 | Like I Want You Take Time                | — | — | — | UK— SilberUK | US87 ×3Dreifachplatin · (4 Wo.)US                                                                                                 | Erstveröffentlichung: 30. November 2019 Verkäufe: + 3.300.000  |
| 2020 | Heartbreak Anniversary Take Time         | — | AT67 (1 Wo.)AT | CH34 (11 Wo.)CH | UK35 Gold · (12 Wo.)UK | US16 ×6Sechsfachplatin · (29 Wo.)US                                                                                               | Erstveröffentlichung: 21. Februar 2020 Verkäufe: + 7.505.000   |
| 2020 | Stuck On You When It’s All Said and Done | — | — | — | — | US— PlatinUS | Erstveröffentlichung: 30. September 2020 Verkäufe: + 1.080.000 |
| 2021 | For Tonight Give or Take                 | — | — | — | — | US61 Platin · (20 Wo.)US | Erstveröffentlichung: 24. September 2021 Verkäufe: + 1.080.000 |
| 2022 | Lie Again Give or Take                   | — | — | — | — | US— GoldUS | Erstveröffentlichung: 29. April 2022 Verkäufe: + 500.000       |
| 2022 | Lost Me Give or Take                     | — | — | — | UK85 Silber · (2 Wo.)UK | US— GoldUS | Erstveröffentlichung: 24. Juni 2022 Verkäufe: + 700.000        |
| 2025 | Twenties Beloved                         | — | — | — | UK61 (2 Wo.)UK | US55 (3 Wo.)US | Erstveröffentlichung: 7. Februar 2025                          |

### Als Gastmusiker
| Jahr | Titel                                                        | Höchstplatzierung, Gesamtwochen, AuszeichnungChartplatzierungen (Jahr, Titel, Platzierungen, Wochen, Auszeichnungen, Anmerkungen) | Höchstplatzierung, Gesamtwochen, AuszeichnungChartplatzierungen (Jahr, Titel, Platzierungen, Wochen, Auszeichnungen, Anmerkungen) | Höchstplatzierung, Gesamtwochen, AuszeichnungChartplatzierungen (Jahr, Titel, Platzierungen, Wochen, Auszeichnungen, Anmerkungen) | Höchstplatzierung, Gesamtwochen, AuszeichnungChartplatzierungen (Jahr, Titel, Platzierungen, Wochen, Auszeichnungen, Anmerkungen) | Höchstplatzierung, Gesamtwochen, AuszeichnungChartplatzierungen (Jahr, Titel, Platzierungen, Wochen, Auszeichnungen, Anmerkungen) | Anmerkungen                                                                                           |
| Jahr | Titel                                                        | DE | AT | CH | UK | US | Anmerkungen                                                                                           |
| --- | ------------------------------------------------------------ | --- | --- | --- | --- | --- | --- |
| 2020 | Chicago Freestyle Dark Lane Demo Tapes                       | — | AT60 (1 Wo.)AT | CH34 (4 Wo.)CH | UK10 Platin · (15 Wo.)UK | US14 (12 Wo.)US | Erstveröffentlichung: 8. Mai 2020 Drake feat. Giveon; Verkäufe: + 1.130.000                           |
| 2021 | Peaches Justice                                              | DE2 Gold · (25 Wo.)DE | AT2 Platin · (23 Wo.)AT | CH2 (31 Wo.)CH | UK2 Platin · (24 Wo.)UK | US1 ×4Vierfachplatin · (30 Wo.)US                                                                                                 | Erstveröffentlichung: 19. März 2021 Verkäufe: + 8.969.333; Justin Bieber feat. Daniel Caesar & Giveon |
| 2025 | Are You Even Real I’ve Tried Everything but Therapy (Part 2) | — | — | — | — | US59 (14 Wo.)US | Erstveröffentlichung: 10. Januar 2025 Teddy Swims feat. Giveon                                        |
| Folgende Lieder erschienen nicht als Single, wurden aber durch das Album zum Download und Streaming bereitgestellt und konnten somit eine Platzierung erlangen: |                                                              | | | | | | |
| |                                                              | | | | | | |
| 2021 | In the Bible Certified Lover Boy                             | — | — | — | UK— SilberUK | US7 (8 Wo.)US | Charteinstieg: 18. September 2021 Verkäufe: + 315.000; Drake feat. Lil Durk & Giveon                  |

## Musikvideos
| Jahr | Titel                  | Regie            |
| ---- | ---------------------- | ---------------- |
| 2020 | Like I Want You        | Kiato            |
| 2020 | Heartbreak Anniversary | Salomon Ligthelm |
| 2020 | Stuck On You           | Salomon Ligthelm |

## Sonderveröffentlichungen

### Alben
| Jahr | Titel Musiklabel                   | Anmerkungen                                                                               |
| ---- | ---------------------------------- | ----------------------------------------------------------------------------------------- |
| 2020 | Spotify Singles Not So Fast (Epic) | Erstveröffentlichung: 28. August 2020 Vertrieb nur über den Musikstreaming-Dienst Spotify |

### Singles
| Jahr | Titel Album        | Anmerkungen                                                                                     |
| ---- | ------------------ | ----------------------------------------------------------------------------------------------- |
| 2020 | O Christmas Tree – | Erstveröffentlichung: 30. November 2020 Vertrieb nur über den Musikstreaming-Dienst Apple Music |

## Statistik

### Chartauswertung
|                     | DE    | AT    | CH    | UK    | US    |
| ------------------- | ----- | ----- | ----- | ----- | ----- |
| Nummer-eins-Alben   | DE—DE | AT—AT | CH—CH | UK—UK | US—US |
| Top-10-Alben        | DE—DE | AT—AT | CH—CH | UK—UK | US2US |
| Alben in den Charts | DE1DE | AT1AT | CH2CH | UK3UK | US5US |

|                       | DE    | AT    | CH    | UK    | US    |
| --------------------- | ----- | ----- | ----- | ----- | ----- |
| Nummer-eins-Singles   | DE—DE | AT—AT | CH—CH | UK—UK | US1US |
| Top-10-Singles        | DE1DE | AT1AT | CH1CH | UK2UK | US2US |
| Singles in den Charts | DE1DE | AT3AT | CH3CH | UK5UK | US8US |

### Auszeichnungen für Musikverkäufe
| Goldene Schallplatte - Australien - 2024: für das Lied In The Bible - Brasilien - 2021: für die Single Heartbreak Anniversary - Dänemark - 2024: für das Album Take Time - Frankreich - 2022: für die Single Heartbreak Anniversary - 2023: für die Single Chicago Freestyle - Italien - 2023: für die Single Chicago Freestyle - Japan - 2022: für das Streaming Peaches - Kanada - 2022: für das Lied Favorite Mistake - 2022: für das Lied Still Your Best - Neuseeland - 2024: für das Album Give or Take - Nigeria - 2024: für das Lied Last Heartbreak Song - Spanien - 2024: für die Single Heartbreak Anniversary - 2024: für die Single Chicago Freestyle - Südafrika - 2021: für das Lied The Beach - 2021: für das Lied Favorite Mistake - Vereinigte Staaten - 2025: für das Lied Vanish - 2025: für das Lied Last Time - 2025: für das Lied World We Created Platin-Schallplatte - Belgien - 2022: für die Single Peaches - Brasilien - 2024: für die Single Chicago Freestyle - Dänemark - 2025: für die Single Chicago Freestyle - 2025: für die Single Heartbreak Anniversary - Griechenland - 2021: für die Single Peaches - Kanada - 2021: für die Single Like I Want You - 2022: für das Album When It’s All Said and Done… Take Time - 2022: für die Single Stuck On You - 2022: für die Single For Tonight - 2023: für das Lied In The Bible - Mexiko - 2022: für die Single Heartbreak Anniversary - Neuseeland - 2022: für das Album When It’s All Said and Done… Take Time - Portugal - 2021: für die Single Heartbreak Anniversary - 2022: für die Single Chicago Freestyle - Schweden - 2023: für die Single Heartbreak Anniversary - Südafrika - 2021: für die Single Like I Want You - 2021: für die Single Heartbreak Anniversary - Südkorea - 2021: für das Streaming Peaches - Vereinigte Staaten - 2022: für das Lied Still Your Best - 2025: für das Lied All To Me - 2025: für das Lied Favorite Mistake - 2025: für das Lied The Beach | 2× Platin-Schallplatte - Australien - 2022: für die Single Heartbreak Anniversary - Dänemark - 2022: für die Single Peaches - Italien - 2021: für die Single Peaches - Norwegen - 2021: für die Single Peaches - Polen - 2024: für die Single Peaches - Schweden - 2022: für die Single Peaches - Spanien - 2024: für die Single Peaches 3× Platin-Schallplatte - Australien - 2024: für die Single Chicago Freestyle - Kanada - 2022: für die Single Heartbreak Anniversary - Portugal - 2022: für die Single Peaches 4× Platin-Schallplatte - Neuseeland - 2024: für die Single Heartbreak Anniversary - 2024: für die Single Peaches 5× Platin-Schallplatte - Australien - 2024: für die Single Peaches 6× Platin-Schallplatte - Kanada - 2022: für die Single Peaches Diamantene Schallplatte - Frankreich - 2022: für die Single Peaches 2× Diamantene Schallplatte - Mexiko - 2022: für die Single Peaches 3× Diamantene Schallplatte - Brasilien - 2024: für die Single Peaches |

Anmerkung: Auszeichnungen in Ländern aus den Charttabellen bzw. Chartboxen sind in ebendiesen zu finden.
| Land/RegionAuszeichnungen für Musikverkäufe (Land/Region, Auszeichnungen, Verkäufe, Quellen) | Silber     | Gold       | Platin       | Diamant     | Verkäufe   | Quellen              |
| -------------------------------------------------------------------------------------------- | ---------- | ---------- | ------------ | ----------- | ---------- | -------------------- |
| Australien (ARIA)                                                                            | —          | Gold1      | 10× Platin10 | —           | 735.000    | aria.com.au          |
| Belgien (BRMA)                                                                               | —          | —          | Platin1      | —           | 40.000     | ultratop.be          |
| Brasilien (PMB)                                                                              | —          | Gold1      | Platin1      | 3× Diamant3 | 540.000    | pro-musicabr.org.br  |
| Dänemark (IFPI)                                                                              | —          | Gold1      | 4× Platin4   | —           | 370.000    | ifpi.dk              |
| Deutschland (BVMI)                                                                           | —          | Gold1      | —            | —           | 200.000    | musikindustrie.de    |
| Frankreich (SNEP)                                                                            | —          | 2× Gold2   | —            | Diamant1    | 533.333    | snepmusique.com      |
| Griechenland (IFPI)                                                                          | —          | —          | Platin1      | —           | 20.000     | Einzelnachweise      |
| Italien (FIMI)                                                                               | —          | Gold1      | 2× Platin2   | —           | 190.000    | fimi.it              |
| Japan (RIAJ)                                                                                 | —          | Gold1      | —            | —           | —          | riaj.or.jp           |
| Kanada (MC)                                                                                  | —          | 2× Gold2   | 14× Platin14 | —           | 1.266.000  | musiccanada.com      |
| Mexiko (AMPROFON)                                                                            | —          | —          | Platin1      | 2× Diamant2 | 1.460.000  | Einzelnachweise      |
| Neuseeland (RMNZ)                                                                            | —          | Gold1      | 9× Platin9   | —           | 262.500    | radioscope.co.nz NZ2 |
| Nigeria (TCSN)                                                                               | —          | Gold1      | —            | —           | 50.000     | turntablecharts.com  |
| Norwegen (IFPI)                                                                              | —          | —          | 2× Platin2   | —           | 120.000    | ifpi.no              |
| Österreich (IFPI)                                                                            | —          | —          | Platin1      | —           | 30.000     | ifpi.at              |
| Polen (ZPAV)                                                                                 | —          | —          | 2× Platin2   | —           | 100.000    | olis.pl              |
| Portugal (AFP)                                                                               | —          | —          | 5× Platin5   | —           | 50.000     | Einzelnachweise      |
| Schweden (IFPI)                                                                              | —          | —          | 3× Platin3   | —           | 240.000    | sverigetopplistan.se |
| Spanien (Promusicae)                                                                         | —          | 2× Gold2   | 2× Platin2   | —           | 180.000    | elportaldemusica.es  |
| Südafrika (RISA)                                                                             | —          | 2× Gold2   | 2× Platin2   | —           | 60.000     | Einzelnachweise      |
| Südkorea (KMCA)                                                                              | —          | —          | Platin1      | —           | —          | circlechart.kr       |
| Vereinigte Staaten (RIAA)                                                                    | —          | 8× Gold8   | 19× Platin19 | —           | 23.000.000 | riaa.com             |
| Vereinigtes Königreich (BPI)                                                                 | 4× Silber4 | —          | 3× Platin3   | —           | 2.460.000  | bpi.co.uk            |
| Insgesamt                                                                                    | 4× Silber4 | 24× Gold24 | 83× Platin83 | 6× Diamant6 |            |                      |